# 南屯門官立中學
南屯門官立中學（英語：South Tuen Mun Government Secondary School；簡稱南屯官、南官或STMGSS），位處新界屯門，是香港一所官立英文中學，由港英政府於1988年創辦，創校時為文法學校。另一所文法官中—將軍澳官立中學於同期創校。

## 歷史
創校初年，學校教職員多原於港島區余道生紀念中學任職，後因縮班問題，連同校舍獲配搬遷至屯門碼頭。起初因校舍工程延誤，暫借仁濟醫院羅陳楚思小學上課，當時只有八班學生。次年，湖山路218號校舍完工，全校師生即獲安排遷入。回歸後香港政府推行母語教學，但維持部份學校繼續以英語授課，南屯門官立中學乃通過審核，獲評定為全港114間英文中學之一。

## 名稱由來
南屯門官立中學由政府創辦，故名「官立」，又因當時屯門已有另外一所官立中學—屯門官立中學，故以地理位置（屯門碼頭位於屯門西南部）冠名「南屯門官立中學」，以示區別。

## 歷任校長
- 第一任：賴振洪先生（1988-1993）
- 第二任：陳石佩蓮女士（1993-2000）
- 第三任：麥淑卿女士（2000-2008）（已退休）
- 第四任：陳胡美好女士（2008-2010）（曾任英皇書院校長）
- 第五任：陳有先生（2010-2012）（曾任上水官立中學校長）（已退休）
- 第六任：陳梁少卿女士（2012-2019）
- 第七任：陳耀明先生（2019-）（曾任長洲官立中學校長（2017年–2019年））

## 學業成績紀錄
該校學業成績優異，曾出產會考9A1B及高考5A狀元。

## 重大事件
2015年尾校長對全校表示禁止平均分不合格的學生參加體育比賽，如學界，區內馬拉松等，有指此舉導致學校體育成績下跌，亦故此取消部分體育學會，並對學生在陸運會中參與3000米和1500米賽事的表現表達不滿，並聲稱自己｢行路快過你地跑步｣有學生錄音後公開至互聯網，並上傳社交網站。
2017年5月24日在天文台發出黃色暴雨警告期間，校長陳梁少卿禁止學生出外午餐，由校方代學生購買外賣飯盒，卻只靠兩間餐廳供應，以致午膳時間供應的飯盒數量不足，部分中四和中五的學生餓至放學，事後有學生在Facebook上發表他們對事件的不滿，並引來傳媒報導。
2019年6月12日正值香港反送中運動，南屯門官立中學學生發起白絲帶行動，但絲帶被校方沒收及丟棄，並禁止學生於校內討論事件，並發表官校應跟隨政府立場的言論。校方粗暴打壓言論自由的行為引起學生以及校友關注，並發起聯署反對，要求與時任校長陳梁少卿會面，不過被拒絕和驅趕。
2023年時，有1名女教師，在中國社交平台小紅書帳戶上載多條在學校內拍攝的影片，疑涉及學生上課、批改作業及在學校女廁內自拍等，被網民批評不專業、無心教學、有違師德，以及懷疑洩露學生私隱。學校於8月8日得悉事件並就此事知會教育局，並已成立專責小組，按既定程序作出調查和跟進。
1. 該校曾獲《星島日報》「全港英文文法中學英語水平調查」評為第1名英語優良學校。[來源請求]
2. 學校中文辯論隊在2011年5月20日舉行的星島第26屆全港校際辯論比賽總決賽贏得冠軍。[7]

## 著名校友
- 何俊賢，BBS，JP：立法會議員（漁農界）
- 林沛堅：港怡醫院急症科主管醫生[8]、香港大學臨床醫學學院急症醫學系臨床副教授[9]
- 譚靜婷：港怡醫院婦產科名譽顧問醫生[10][11]
- 張政遠：香港中文大學日本研究學系講師[12]、日本東京大學講師[8]
- 麥樹堅：香港浸會大學語文中心講師，曾獲新紀元全球華文青年文學獎[8]
- 莫偉賢：香港理工大學香港專上學院傳意及社會科學部講師[13][14]
- 許雨：大律師[15]
- 卓達生：家庭醫學專科醫生[16]
- 陳強（陸家俊）：《100毛》創辦人之一，前商業電台叱咤903節目「你睇我唔到」唱片騎師
- 黃可柔：香港粵劇女演員（生角）[17]
- 梁承裕：香港科技大學數學系教授

## 資料來源
1. ↑  wongyikhei168 (wongyikhei168). . wongyikhei168.pixnet.net. 2008-07-12  [2024-07-29]. （原始内容存档于2024-07-29） （中文（臺灣））.
2. ↑  . 蘋果日報. 2017-05-26  [2018-05-24]. （原始内容存档于2019-10-09）.
3. ↑  胡伊汶. . 獨立媒體 inmediahk.net. 2019-07-12  [2019-08-07]. （原始内容存档于2019-09-17）.
4. ↑  .   [2023-09-04]. （原始内容存档于2023-10-18）.
5. ↑  陳嘉賢; 黃瑛. . 星島日報. 2011-05-26. （原始内容存档于2017-12-27）.
6. 1 2 3   (PDF).   [2024-07-29]. （原始内容存档 (PDF)于2025-01-09）.
7. ↑  .   [2024-07-29]. （原始内容存档于2024-07-29）.
8. ↑  . www.facebook.com.   [2024-07-29]. （原始内容存档于2024-07-29）.
9. ↑  . Gleneagles Hospital Hong Kong.   [2024-07-29]. （原始内容存档于2024-07-29） （中文）.
10. ↑   (PDF).   [2018-12-08]. （原始内容存档 (PDF)于2019-09-13）.
11. ↑   (PDF).
12. ↑  . www.facebook.com.   [2024-07-29].
13. ↑   (PDF).   [2024-07-29]. （原始内容存档 (PDF)于2025-01-09）.
14. ↑  . www.facebook.com.   [2024-07-29] （中文（简体））.
15. ↑   (PDF).   [2024-07-29]. （原始内容存档 (PDF)于2025-01-09）.

## 外部連結
- 南屯門官立中學（页面存档备份，存于）
- 圖書館（页面存档备份，存于）
- 學生會（页面存档备份，存于）
- 家長教師會（页面存档备份，存于）
- 校友會（页面存档备份，存于）

22°22′23″N 113°58′10″E / 22.37305°N 113.96942°E